# Elena Albu (delegat)
Elena Albu (n. 1879, Hunedoara, România – d. 1936, Hunedoara, Hunedoara, România) a fost un deputat la Marea Adunare Națională de la Alba Iulia, delegat al cercului electoral din Hunedoara (Reuniunea femeilor române din Hunedoara).
A absolvit școala primară.